# 2ª Divisione libica
La 2ª Divisione libica, spesso identificata come Divisione libica "Pescatori" dal nome del comandante, fu una grande unità di fanteria coloniale del Regio Esercito durante la seconda guerra mondiale. Prese parte all'invasione italiana dell'Egitto, per venire poi distrutta durante l'Operazione Compass.

## Storia
Alla vigilia dell'entrata in guerra, in vista dell'offensiva italiana sul fronte nordafricano, il 1º marzo 1940 vennero costituite la 1ª Divisione libica al comando del generale Luigi Sibille e al 2ª Divisione libica del generale Armando Pescatori. L'organico previsto, con un totale di 7224 uomini, era su due raggruppamenti di fanteria libica con tre battaglioni di ciascuno, un gruppo di artiglieria libica su tre batterie da 77/28, due batterie su Breda 20/65 Mod. 1935, una compagnia di cannoni controcarro da 47/32 Mod. 1935, un battaglione del genio e vari servizi divisionali. Gli ufficiali ed i quadri specializzati erano nazionali, mentre la maggioranza della truppa era libica. In realtà, al momento dell'invasione italiana dell'Egitto, le due divisioni erano ancora in fase di approntamento, con organico incompleto: infatti allineavano rispettivamente un solo gruppo d'artiglieria ed una sola batteria antiaerea.
Allo scoppio della guerra la 2ª Divisione libica costituiva la riserva della 5ª Armata, ma in previsione dell'invasione italiana dell'Egitto venne trasferita alla 10ª Armata del generale Mario Berti.
L'avanzata in Egitto iniziò il 9 settembre. Il piano iniziale fu modificato per risolvere la carenza di trasporti: l'aggiramento sul fianco attraverso il deserto venne annullato e le due divisioni libiche vennero spostate sulla costa come punta di lancia del XXIII Corpo d'Armata di Bergonzoli sulla direttrice principale dell'attacco, con il fianco coperto dal Raggruppamento sahariano "Maletti". In sostanza, l'idea di Berti era di usare la sua artiglieria ed i carri armati da scorta alla sua fanteria nell'avanzata delle sue forze in il territorio nemico. Dopo l'avanzata italiana, gli inglesi pianificarono un intervento limitato per respingere gli italiani indietro: avevano infatti verificato che il sistema difensivo italiano era basato su campi fortificati separati da grandi distanze, impossibilitati quindi a fornirsi sostegno reciproco. L'operazione Compass era stata originariamente pianificata come un raid di soli cinque giorni.
Il 9 dicembre, la 10ª Armata schierava in prima linea il Corpo d'armata libico del generale Sebastiano Gallina con la 1ª Divisione libica a Maktila (a est di Sidi Barrani, vicino alla costa), la 2ª Divisione libica a Tummar ed il Raggruppamento "Maletti" più a sud-ovest, a presidio di Nibeiwa. Dopo che il 7th Royal Tank Regiment si fu rifornito di carburante e munizioni e dopo che l'artiglieria aveva ammorbidito le difese per un'ora, alle 13,50 iniziò l'attacco inglese a Tummar. I carri armati britannici avanzarono da nord ovest, sfondando il perimetro difensivo del campo fortificato, seguiti dopo venti minuti dalla fanteria. Mentre a Nibeiwa il Raggruppamento "Maletti" era stato colto di sorpresa e distrutto, a Tummar gli italo-libici riuscirono ad organizzare le difese e si opposero strenuamente. Tuttavia alle 16,00 il campo trincerato era stata travolto, ad eccezione dell'angolo nord-est, su quale confluirono quindi i carri inglesi. La resistenza cessò definitivamente solo a sera.
Il giorno successivo, 10 dicembre, la 16ª Brigata indiana (con elementi della 11ª) venne distaccata dalla 4th Infantry Division indiana ed trasportata via camion a Sidi el Barrani, dove alle 13,30 si schierò a bloccare le vie di fuga a sud e sud ovest del campo trincerato. Alle 16,00, con il sostegno di tutta l'artiglieria divisionale, scatta l'attacco, nuovamente sostenuto dal 7h Royal Tank Regiment. La città cadde nella notte. ed i resti delle due divisioni libiche e della 4ª Divisione CC.NN. "3 gennaio" rimasero intrappolati tra la 16ª Brigata ed il resto delle forze inglesi. A causa delle perdite subite, nel gennaio 1941 la 2ª Divisione libica venne formalmente sciolta. Parte dei superstiti venne assegnata al Raggruppamento sahariano "Mannerini".

## Ordine di battaglia
- 2ª Divisione libica[15]
  - 3º Raggruppamento fanteria libico
    - II Battaglione fanteria libico
    - VI Battaglione fanteria Libico
    - VII Battaglione fanteria libico

  - 4º Raggruppamento fanteria libico
    - XIV Battaglione fanteria libico
    - XV Battaglione fanteria libico
    - XVI Battaglione fanteria libico

  - 2º Raggruppamento artiglieria libica
    - I Gruppo artiglieria libica da 77/28
    - II Gruppo artiglieria libica da 77/28
    - 1ª Batteria contraerea libica da 20/65
    - 2ª Batteria contraerea libica da 20/65

  - II Battaglione misto genio libico
  - 2º Auto gruppo libico
  - 2ª Compagnia controcarri libica da 47/32
  - una sezione sanità
  - una sezione sussistenza

## Comandanti
- Gen. D. Armando Pescatori